# Typora
Typora是一款由Abner Lee开发的轻量级Markdown编辑器，适用于OS X、Windows和Linux三种操作系统。与其他Markdown编辑器不同的是，Typora没有采用源代码和预览双栏显示的方式，而是采用所见即所得的编辑方式，实现了即时预览的功能，但也可切换至源代码编辑模式。
在编辑时，除了通过传统的Markdown代码的方式来实现富文本之外，Typora支持通过菜单栏或者鼠标右键选取命令的方式来实现富文本，也支持通过快捷键的方式插入。Typora也支持通过以TeX的格式来插入行间公式和行内公式。在完成编辑后导出文件时，Typora支持以PDF或Html的形式导出，如果安装了Pandoc，也能够以Word、RTF、MediaWiki、LaTeX等形式导出。在定制方面，Typora提供有几种主题，并支持通过自定义CSS的方式进行个性化定制。
Typora于2021年11月23日起发布1.0版本，开始成为收费软件，售价14.99美元。